# GamesTM
Die GamesTM (Eigenschreibweise games™) war ein monatlich erscheinendes britisches Videospielmagazin. Die erste Ausgabe erschien im Dezember 2002. Die Zeitschrift verstand sich als Multiplattformzeitschrift und behandelte daher Spiele für Playstation 2, PlayStation 3, Nintendo Wii, Nintendo DS, Xbox 360 und dem PC.
2003 starteten Schwestermagazine in deutscher und 2008 in niederländischer Sprache. Beide Ausgaben wurden inzwischen eingestellt. Im Jahr 2018 wurde die britische Zeitschrift eingestellt.

## Geschichte

### Englischsprachige Ausgabe
Die erste Ausgabe des Magazins erschien im Dezember 2002 im Verlag Highbury Entertainment. Als dieser in finanzielle Schwierigkeiten geriet und im Januar 2006 Insolvenz anmeldete, war die Zukunft der Zeitschrift unsicher. Am 20. Januar 2006 wurde sie von Imagine Publishing aufgekauft und mit der alten Redaktion fortgeführt.
Im September 2010 erschien die 100. Ausgabe des Magazins. Anlässlich dieses Jubiläums veröffentlichte der Verlag die Zeitschrift mit 100 verschiedenen Covern, die 100 aus Sicht der Redaktion herausragenden Spielen gewidmet waren.

### Deutschsprachige Ausgabe
Die Erstausgabe des Heftes erschien im Oktober 2003 (Nr. 1, Oktober 2003), damals in monatlicher Erscheinungsweise. Seit Anfang 2009 wurde das Magazin auf eine Veröffentlichung alle zwei Monate umgestellt. Games™ erschien daher nun zweimonatlich am ersten Mittwoch des Monats und umfasste rund 100 Seiten. Mit der Ausgabe 1/2010 wurde die Zeitschrift eingestellt.
Das Magazin brachte Nachrichten zu Video- und Computerspielen, Vorschauen zu kommenden Spielen und Tests, sowie einen Retro-Teil und Hintergrundberichte. Verlegt wurde das Heft von der mittlerweile insolventen Airmotion Games Verlags GmbH, die auch die Schwestermagazine 360 Live und PS3M herausgab. Chefredakteur war Richard Löwenstein, leitender Redakteur Sönke Siemens.
Mit dem Printmagazin verbunden war die Website games-tm.de. Hier fanden die Nutzer Neuigkeiten, aktuelle Tests, einen weiteren Retro-Teil, eine Veröffentlichungsliste neuer Spiele, ausgewählte Vorschauen und Features, eine Mediagalerie mit Bildschirmphotos und Videos, einem Blog der Redakteure, einem Forum sowie Podcasts.